# Duke Nukem Forever
Duke Nukem Forever (сокр. DNF; с англ. — «Дюк Нюкем навсегда») — компьютерная игра в жанре 3D-шутера, разработанная компаниями 3D Realms и Gearbox Software, выпущенная в 2011 году для Windows, OS X, PlayStation 3 и Xbox 360. Четвёртая основная игра в серии о Дюке Нюкеме, сюжетное продолжение Duke Nukem 3D.
Объявленная в 1997 году игра привлекла к себе внимание печати как связью с успешной игрой Duke Nukem 3D, так и большими планами разработчиков. Тем не менее, разработка игры растянулась на многие годы. За это время Duke Nukem Forever неоднократно дополнялась и переделывалась, несколько раз разработка перезапускалась с нуля, став ярким примером долгостроя. Вышедшая лишь в 2011 году, спустя 14 лет после анонса, игра получила смешанные, преимущественно низкие оценки.

## Сюжет
Спустя 12 лет после отражения нашествия пришельцев на Землю Дюк Нюкем стал популярным мультимиллионером. Пролог начинается с того, что он играет в финальную миссию в компьютерной игре Duke Nukem Forever. Внезапно пришельцы вновь прибывают на Землю, но при этом ведут себя не агрессивно, начиная мирные переговоры. Дюк Нюкем удаляется в своё тайное укрытие, где с ним связываются президент США и генерал Грейвс сил обороны Земли (Earth Defense Force, EDF). Президент приказывает Нюкему не вмешиваться и не вредить пришельцам, покуда тот ведёт дипломатические переговоры с их лидером.
Однако пришельцы нападают на укрытие Дюка, похищая земных женщин и желая отомстить лично Нюкему за прошлое поражение. Генерал Грейвс сообщает, что пришельцы используют дамбу Гувера для подпитки портала, из которого прибывают новые войска. Дюк Нюкем с боем пробивается в свое жилище, где побеждает Королеву пришельцев, но в конце получает ранение и теряет сознание.
Придя в себя, Дюк Нюкем продолжает сражение против пришельцев. На машине он добирается до дамбы Гувера, где выясняет, что вторжение возглавляет возрожденный Император пришельцев, и единственным способом закрыть портал — это уничтожить саму дамбу. С помощью зарядов взрывчатки Нюкем уничтожает дамбу, едва при этом не утонув.
Придя в себя, Нюкем обнаруживает, что портал закрыт, но встречает президента США, вне себя от того, что своими действиями Дюк расстроил все планы на переговоры с Императором пришельцев. Президент планировал, что отдав Нюкема Императору, сможет договориться с ним для того, чтобы править Землей. Теперь этим планам не суждено сбыться, и президент отдает приказ на удар ядерной боеголовкой по дамбе, чтобы уничтожить оставшихся пришельцев. Появляется Император и убивает президента, после чего вступает в сражение с Дюком Нюкемом. Победив Императора, Нюкем спасается от ядерного взрыва с помощью генерала Грейвса.
В конце, на пресс-конференции Дюк сообщает, что планирует подать свою кандидатуру на пост президента США.

### The Doctor Who Cloned Me
В дополнении The Doctor Who Cloned Me приходит в себя после ядерного взрыва в странной лаборатории, где видит запись себя, объявляющего о планах на пост президента США. Нюкем выясняет, что пока он разбирался со вторжением пришельцев, к жизни вернулся его старый враг доктор Протон (главный антагонист из Duke Nukem). В его зловещий план входит создание роботизированных клонов Дюка Нюкема для противодействия остаткам нашествия пришельцев и последующего захвата власти над Землей.
Дюк проникает в лабораторию доктора Протона в Зоне 51 под видом одного из своих клонов. Доктор Протон обнаруживает его, но Дюку Нюкему удается избежать атаки и победить доктора Протона. С Нюкемом связывается генерал Грейвс, сообщая о том, что новые пришельцы рождаются Императрицей, находящейся на Луне. Нюкем отправляется на Луну, где уничтожает Императрицу. Земля вновь спасена.

## Разработка

### 1997—1998: движок на базеid Tech 2
3D Realms официально объявила о разработке Duke Nukem Forever 27 апреля 1997 года. Build engine, на котором год ранее вышла Duke Nukem 3D, уже считался морально устаревшим после выхода Quake. Для следующей части совладелец Apogee Software Джордж Бруссард лицензировал у id Software движок id Tech 2, являвшийся основой для ещё не вышедшей Quake II. Стоимость лицензирования составляла около 500 тыс. долларов США, однако Бруссард отметил, что готовый движок позволит сэкономить время на разработку собственного движка. Поскольку id Tech 2 был еще не готов, 3D Realms начала разработку на движке Quake engine, планируя перенести изменения в следующую версию движка как только тот будет готов Бруссард и Миллер решили финансировать проект Duke Nukem Forever за счёт прибыли с продаж Duke Nukem 3D и других игр, передав права на издательство и маркетинг компании GT Interactive.
В августе-сентябре 1997 года в журнале PC Gamer были представлены первые скриншоты Duke Nukem Forever, но так как движка от Quake II у 3D Realms ещё не было, эти скришоты создавались на основе наработок на движке Quake. На E3 1998 3D Realms наконец показала видеоролик Duke Nukem Forever на основе id Tech 2.

### 1998—2003: движок на базе Unreal Engine

Скриншот Duke Nukem Forever 1999 года, демонстрирующий графику игры на ранних стадиях разработки

Вскоре после демонстрации на E3 команда переключилась на Unreal Engine от Epic Games, посчитав его более реалистичным и приспособленным для открытых пространств, в которых должно было происходить основное действие игры. Из-за этого все рание наработки на id Tech 2 пришлось отбросить. Бруссард отмечал, что переход на новый движок не должен затянуть разработку игры; по его оценкам, это должно было занять от четырех до шести недель, однако на деле команде пришлось начать разработку с нуля.
К концу 1999 года Duke Nukem Forever уже несколько раз переносился, всё ещё оставаясь на ранней стадии разработки. Этому способстовало и то, что Бруссард постоянно вносил в концепт игры всё новые и новые возможности. Так, в конце 1999 года он решил обновить кодовую базу движка до новой версии, которая включала возможности многопользовательской игры. По воспоминаниям сотрудников 3D Realms, у Бруссарда вообще не было плана того, как игра в итоге должна выглядеть.
Тем временем издатель Duke Nukem Forever GT Interactive потерпел крупные убытки и оказался на грани банкротства. Позднее Infogrames Entertainment приобрела компанию и все её активы. В начале декабря 2000 года права на издательство Duke Nukem Forever перешли компании Gathering of Developers, однако она также испытывала финансовые проблемы, и в 2003 году она была поглощена материнской компанией Take-Two Interactive.
Новая информация об игре появилась с публикацией трейлера игры для E3 2001, спустя три года после предыдущего анонса. В трейлере демонстрировались игровой процесс и возможности взаимодействия игрока с окружением. Этот ролик очень впечатлил как посетителей выставки, так и игровую прессу. В 2022 году в сети оказались сборки игры, примерно соответствующие состоянию проекта на момент публикации трейлера на E3 2001.

### 2003—2006: конфликт с Take-Two
По состоянию на 2003 год, над Duke Nukem Forever работало всего лишь 18 человек. Поскольку 3D Realms самостоятельно финансировала разработку, она могла в известной степени игнорировать запросы издателя об ускорении разработки и выхода игры; стандартным ответом на вопрос о том, когда игра выйдет был «когда она будет готова». В 2003 году исполнительный директор Take-Two Джеффри Лапин сообщил, что игра вряд ли выйдет в этом году. По его утверждению, компания и так уже потратила 5,5 млн долларов на всё продолжающуюся разработку Duke Nukem Forever. Бруссард ответил на это в резкой манере, рекомендуя Take-Two «заткнуться» и не лезть в дела, связанные с разработкой игры, так как на нее тратятся исключительно ресурсы 3D Realms. Позднее Лапин сообщил, что 3D Realms сообщила о предполагаемом выпуске игры к концу 2004 или началу 2005 года.
В 2004 году в игровых издательствах прошёл слух, что Duke Nukem Forever в очередной раз сменил движок, на этот раз id Tech 4, использовавшийся в Doom 3, однако Бруссард впоследствии это опроверг. Ожидалось, что в 2005 году 3D Realms представит очередной отчет по игре на E3 2005, однако этого не произошло. Согласно Миллеру, примерно в это время Take-Two намеревалось передать разработку канадской студии Digital Extremes, которая также участвовала в разработке Unreal, поскольку Duke Nukem Forever была чрезвычайно проблемным проектом, однако в 3D Realms наотрез отказались от этой идеи.
В 2006 году Take-Two пересмотрела договор на издательство игры, по которому её выплаты разработчику после выхода игры сокращались с 6 млн до 4,25 млн долларов США. Также Take-Two предлагала премию в размере 500 тыс. долларов США за то, что игра выйдет в 2007 году. Между тем, внутри 3D Realms назревал кризис разработки. Duke Nukem Forever для многих сотрудников была единственной игрой, с которой они работали, а так как оплата их труда зависела от прибыли от реализации игры, постоянные переносы также означали и перенос этих самых выплат. В 2006 году большинство сотрудников, работавших над Duke Nukem Forever, уволилось, и в штате команды осталось всего 18 человек.

### 2007—2009: последние годы разработки 3D Realms
Проблемы вокруг проекта заставили Бруссарда ускорить работы по его завершению. Штат команды был удвоен, лидером проекта стал Бриан Хук, ставший одним из первых, кто смог открыто воспротивиться постоянным изменениям в проект со стороны Бруссарда.
19 декабря 2007 года 3D Realms, спустя шесть лет молчания, выпустила новый трейлер Duke Nukem Forever, не предоставив, однако даже примерные сроки выхода игры. Разработка Duke Nukem Forever близилась к концу, как и финансы компании. Потратив уже около 20 млн долларов собственных средств на разработку, Бруссард и Миллер попросили Take-Two ещё 6 млн долларов на завершение проекта. Согласно их заявлениям, издатель поначалу согласился выделить эту сумму, но затем сократил её до 2,5 млн долларов. По версии же Take-Two, планировалось, что компания выплатит 2,5 млн долларов немедленно и ещё 2,5 млн долларов — по завершении разработки игры. Бруссард отклонил это предложение, и 6 мая 2009 года разработка Duke Nukem Forever была заморожена.

### 2009—2010: увольнения
8 мая 2009 года команда разработки Duke Nukem Forever была уволена в полном составе из-за отсутствия средств для её финансирования; источники внутри компании указывали на то, что она планировала продолжить деятельность в сокращённом составе.
В этот период в сети стали появляться ранее неопубликованные материалы по игре, источником которых предположительно являлись бывшие разработчики.
В 2009 году Take-Two подала иск против 3D Realms за нарушение обязательств по выпуску Duke Nukem Forever, ссылаясь на то, что выплатила в 2000 году Infogrames 12 млн долларов за передачу прав на издательство игры и теперь потерпела убытки. Сам иск акцентировался на нарушении контрактных обязательств, но не возмещении этих 12 млн долларов; согласно иску, Take-Two требовала наложить на 3D Realms запретительный приказ, дабы материалы, связанные Duke Nukem Forever оставались нетронутыми, однако суд отклонил это требование Между тем, Миллер отрицал остановку разработки игры, подтвердив лишь, что команда разработки была уволена.
3D Realms планировала нанять внешнего разработчика для завершения игры и приступить к новой игре Duke Begins.
К 2010 году 3D Realms и Take-Two урегулировали дело в досудебном порядке.

### 2010—2011: передача разработки Gearbox и релиз
Несмотря на прекращение разработки внутри 3D Realms, разработка самой игры не была остановлена полностью: её продолжили девять бывших сотрудников в 2009 году, работая над проектом на дому. Позднее эти разработчики создадут независимую студию Triptych Games, офис которой находится в том же здании, что и Gearbox Software. Последняя предложила 3D Realms передать разработку Duke Nukem Forever ей. Исполнительный директор Рэнди Питчфорд, в начале своей карьеры занимавшийся разработкой дополнений к Duke Nukem 3D и участвоваший на ранней стадии в разработке Duke Nukem Forever, решил во что бы то ни стало возродить проект.
Повторный анонс игры прошёл на Penny Arcade Expo 2010.
Gearbox Software выкупила всю интеллектуальную собственность по Duke Nukem у 3D Realms, а 2K Games стала издателем игры.
Перед выходом игры была опубликована демо-версия, которая была доступна всем пользователям, предзаказавшим Borderlands: Game of the Year Edition. Окончательный релиз, запланированный на 3 мая 2011 года в США и 6 мая 2011 по всему миру, был в последний раз перенесен на 14 июня 2011 года. 24 мая Gearbox Software официально объявила о выходе игры «на золото», завершив разработку проекта, длившегося 14 лет и 44 дня — мировой рекорд в разработке, зарегистрированный книгой рекордов Гиннесса, который впоследствии превзошла разработка игры Beyond Good and Evil 2.

## Оценка критиков
| Сводный рейтинг       | Сводный рейтинг                           |
| Агрегатор             | Оценка                                    |
| --------------------- | ----------------------------------------- |
| GameRankings          | (PS3) 47,60 % (PC) 48,52 % (X360) 49,36 % |
| Metacritic            | (PS3) 55/100 (PC) 58/100 (X360) 50/100    |
| Иноязычные издания    |                                           |
| Издание               | Оценка                                    |
| 1UP.com               | F                                         |
| Edge                  | 3/10                                      |
| Eurogamer             | 3/10                                      |
| Game Informer         | 6,75/10                                   |
| GamePro               | [ 61 ]                                    |
| GameSpot              | (PC) 3,5/10 (X360) 3/10                   |
| GamesRadar+           | 6/10                                      |
| GameTrailers          | 5,4/10                                    |
| IGN                   | 5,5/10                                    |
| Joystiq               | [ 67 ]                                    |
| PALGN                 | 5/10                                      |
| PC Gamer (US)         | 80/100                                    |
| Русскоязычные издания |                                           |
| Издание               | Оценка                                    |
| 3DNews                | 5/10                                      |
| Absolute Games        | 44 %                                      |
| «PC Игры»             | 8,5 / 10                                  |
| PlayGround.ru         | 6,9/10                                    |
| «Домашний ПК»         | [ 74 ]                                    |
| «Игромания»           | 6/10                                      |
| «ЛКИ»                 | 88/100                                    |
| «Страна игр»          | 8,0/10                                    |

После выхода Duke Nukem Forever получила в основном отрицательные оценки от игровых изданий, критиковавших характер персонажа, неуклюжее управление на консолях, механику стрельбы и в целом устаревшую графику. Сайты-агрегаторы рецензий GameRankings и Metacritic дали версии для PlayStation 3 соответственно 47,60 % и 51/100, версии для ПК — 48,52 % и 54/100 и версии для Xbox 360 49,36 % и 49/100.
Экстраординарно долгая разработка игры, затянувшаяся на 14 лет, стала предметом шуток среди игроков, переиначивших название игры на ForNever (для никогда), Forever Delayed (навеки отложенный), Never (никогда), Whenever (когда-нибудь), Neverever (никогда и ни за что). Wired News награждала Duke Nukem Forever наградой Vaporware несколько раз. Второе место в 2000 и первое в 2001 и в 2002. В 2003 году Wired News создала отдельную категорию Vaporware Lifetime Achievement Award специально для Duke Nukem Forever, чтобы в последующие годы удалить игру из списков на награждение. Тем не менее, позднее DNF все же выиграл первое место в 2005 и 2006. 7 декабря 2009 года Wired исключил игру Duke Nukem Forever из конкурса «Vaporware 2009», так как к этому моменту разработка игры была официально остановлена 3D Realms.
Когда GameSpy создала список «25 самых глупых моментов в игровой истории» в июне 2003 года, DNF занял 18 место.
Eurogamer оценил игру на 3/10, отметив, что «ваши время и деньги лучше потратить на то, чтобы заново пережить великолепное прошлое, чем стать свидетелем этого страшно изуродованного воскрешения». IGN дал версии для Xbox 360 оценку 5.5, сказав, что «Это бестолковое упражнение в раздражении неподатливой механикой стрельбы и скромной боевой системой». 1UP.com дал игре оценку F, сказав, что «Большая часть взрослого населения закатят глаза (или презрительно усмехнутся) над попытками авторов пошутить, потным запахом старавшихся разработчиков и каждый подросток скажет: это совсем некруто». GamePro дал обеим консольным версиям 3 звезды из пяти, говоря, что «Грустное свидание с Дюком — это как встреча с близким другом после многих лет разлуки и последующее открытие того, как он скатился, заставляющее поскорее забыть его».
GameSpot дал версии для Xbox 360 3 из 10 и версии для ПК — 3.5 из 10, сказав: «Узнав его легендарную историю создания, Вам возможно захочется купить эту поделку. Берегитесь этого соблазна… Эта игра делает из иконы посмешище. За исключением того, что никто не смеется». Games Radar дал игре 6 из 10: «Рекордное время создания Duke Nukem Forever было потрачено на безобразную, глючную стрелялку, которую носит взад-вперед между удовольствием, скукой и волнами величия».
Kotaku, в своей рецензии предполагает, что «Duke Nukem — это женоненавистник в самом плохом смысле слова: как пьяный родственник, подозрительный незнакомец, насильник-рецидивист.».
Портал Games-TV отозвался об игре негативно, выставив самую низшую оценку — «не стоит тратить время и деньги». В своем обзоре они сказали: «Дюк Нюкем давно умер и останется навсегда в наших сердцах. И не надо глумиться над его трупом, играя в Duke Nukem Forever».
Game Informer, разочаровавшись в игре, заключает: «Я рад что Gearbox продвинулись и завершили игру, но после слухов о ней в течение 14 лет, у меня нет желания оживить ни один из них. Теперь я доволен тем, что Duke Nukem Forever есть и готов никогда о ней уже не говорить. Добро пожаловать обратно, Дюк. Я надеюсь что следующая игра (которая рекламируется после титров) выйдет без задержек».
Однако не все критики оценили игру на «плохо». PC Gamer дал игре 80 из 100, отметив, что «годы ожидания несколько испортили Duke Nukem Forever. […] здесь нет повторного изобретения жанра и нет попыток добиться величия… Забудьте древние преувеличенные обещания обманывающихся разработчиков. […] Не ожидайте чуда. Дюк до сих пор герой, которого мы любим, но старается подстроиться под современность.»
Страна Игр: «Впрочем, Duke Nukem Forever — это как раз тот случай, когда чаша достоинств перевешивает. Да, ощущение того, что игру просто „передержали“ не покидает до финальных титров, но что с этим можно поделать?»
Лучшие компьютерные игры отмечали, что главные претензии критиков касались устаревшей графики на уровне 2005—2007 годов, чрезмерной сложности, несоответствия текущим понятиям политкорректности в играх. Резюме: «Duke Nukem Forever — это не только ирония и самоирония, но и порой довольно жесткая сатира. А сатира такая штука — она по определению кого-то задевает. Но неполиткорректность героя выделяет его на фоне безликих шаблонных героев боевиков. Дюк — бабник. Дюк — нарцисс. Но он никого не шокирует специально. Он просто таков, какой он есть. Он не старается угодить широкой публике, а делает то, что делал всегда, — цепляет цыпочек и шпыняет пришельцев. Его не испортила конъюнктура. Его можно любить или ненавидеть, но он себе верен, и поэтому таким его запомнят навсегда».
Интернет портал PlayGround.ru поставил игре 6,9 баллов из 10 так прокомментировав оценку: «И самое худшее в том, что он не настолько плох, как о нём говорят. Кто говорит? Да вот мы хотя бы. То есть это вроде как мы, но на самом деле — нет. Это воет наша тоска по несбывшейся мечте, хрустит под каблуком голосок разбившихся надежд, звенит как камертон чистая нота обманутых ожиданий… А впрочем, почему несбывшейся, зачем разбившихся, как обманутых? Дюк тот же, это мы стали другими. Мир изменился. Да здравствует король, который долго, до боли долго шёл к нам, чтобы напомнить о том, что мы так давно забыли. Он постарался — и у него получилось».
Летом 2018 года, благодаря уязвимости в защите Steam Web API, стало известно, что точное количество пользователей сервиса Steam, которые играли в игру хотя бы один раз, составляет 886 514 человек.

## Издания
На территории России и СНГ игра распространялась в следующих изданиях:
- Стандартное издание для PC, Xbox 360, PlayStation 3. Включает в себя DVD с игрой в упаковке jewel.
- Расширенное издание только для PC включает в себя[93][94]:
  - DVD с игрой в упаковке DVD Box;
  - код доступа к загружаемому дополнению Duke’s Big Package;
  - эксклюзивный доступ в секцию разработчиков Duke’s First Access Club;
  - 100-страничный альбом «История, наследие и легенда: Duke Nukem Forever»;
  - набор фишек из казино Duke Nukem Forever;
  - комикс.
- Balls of Steel Edition для платформ Xbox 360, PlayStation 3. В коллекционное издание входят[95][96]:

Коллекционное издание Balls of Steel Edition

- - диск с игрой в специальной упаковке Balls of Steel;
  - эксклюзивный бюст Дюка Нюкема;
  - сертификат подлинности, снабженный уникальным номером и выпущенный ограниченным тиражом;
  - 100-страничный альбом с иллюстрациями в твердом переплете;
  - набор открыток концепт-арт Duke Nukem Forever;
  - наклейку с эмблемой радиационной опасности;
  - книгу комиксов;
  - бумажный складной корабль пришельцев;
  - фишки для покера;
  - колоду игральных карт;
  - игральные кости.